# Val Demings
Valdez Venita Demings, dite Val Demings, née Butler le 12 mars 1957 à Jacksonville (Floride), est une femme politique américaine. Membre du Parti démocrate, elle est élue à la Chambre des représentants des États-Unis pour la Floride lors des élections de 2016.

## Biographie

### Jeunesse et carrière professionnelle
Val Demings est la plus jeune d'une famille pauvre de sept enfants. Son père James est concierge et sa mère Elouise est femme de ménage. Elle grandit à Mandarin, près de Jacksonville. Durant sa jeunesse, elle fréquente les écoles ségréguées de la ville.
Diplômée de criminologie de l'université d'État de Floride en 1979, Demings devient travailleuse sociale à Jacksonville pendant un an et demi. En 1983, elle candidate pour devenir agent de police et commence ses patrouilles en 1984 à Orlando. Elle reprend par la suite ses études et obtient une maîtrise en administration publique de l'université Webster d'Orlando en 1996.
Elle travaille pendant 24 ans dans la police avant de diriger la police d'Orlando de 2007 à 2011,. Elle est la première femme à occuper le poste,,. Durant son mandat, les crimes violents baissent de 44 % mais certains critiquent le recours excessif à la force de la police.

### Carrière politique
En 2012, elle est candidate à la Chambre des représentants des États-Unis face au républicain sortant Daniel Webster, soutenu par le Tea Party. Partisane d'un renforcement du contrôle des armes à feu, elle reçoit notamment le soutien de Michael Bloomberg. Elle est battue par Webster mais rassemble 48,7 % des suffrages dans un district favorable aux républicains.
En janvier 2014, elle annonce sa candidature à la mairie du comté d'Orange face à la maire sortante, Teresa Jacobs. Elle se retire cependant de la course au mois de mai suivant.
Elle se présente à nouveau à la Chambre des représentants en 2016. Le 10e district, redessiné, est désormais favorable aux démocrates. Elle remporte facilement la primaire démocrate avec 57 % des voix, devant la sénatrice Geraldine Thompson (20 %) et l'ancien président du Parti démocrate de Floride Bob Poe (17 %). Elle est élue représentante avec 64 % des voix face à la républicaine Thuy Lowe. Elle est réélue sans opposition en 2018.
Au Congrès, elle siège au sein de la commission du renseignement et de la commission de la justice. Après s'être illustrée par ses questions face à Robert Mueller, elle est désignée manager de la procédure de destitution de Donald Trump,. Elle acquiert alors une notoriété nationale,.
Lors des primaires présidentielles démocrates de 2020, elle soutient la candidature de Joe Biden qui envisage de la désigner comme candidate à la vice-présidence. Finalement, Joe Biden choisit pour cette fonction Kamala Harris.
Elle annonce le 9 juin 2021 sa candidature à l'élection sénatoriale de 2022. Vainqueure de la primaire démocrate, elle est toutefois battue lors de l'élection générale par le Sénayeur républicain sortant Marco Rubio.

### Vie privée
Elle est mariée à Jerry Demings. Il a été le premier Afro-Américain à diriger la police d'Orlando et est devenu le shérif du comté d'Orange.

## Positions politiques
Val Demings est considérée comme une démocrate centriste. Elle est membre de la coalition des Nouveaux démocrates. Au printemps 2019, elle introduit une proposition de loi visant à interdire l'utilisation de fonds fédéraux pour armer les enseignants dans les écoles.